# Rossiyane
 (septembre 2022).
Rossiyane (pluriel, du russe: россияне) est un terme en langue russe qui se rapporte à tous les habitants de la Russie indépendamment de leur origine ethnique.
En effet, ledit pays distingue la citoyenneté russe de ses diverses nationalités (les Russes, les Tchéchènes, etc.). Il n'existe pas de terme équivalent en français et en bien d'autres langues étrangères en lesquelles l'amalgame ou la périphrase "citoyen russe" s'imposent; à l'exception notamment de l'allemand dont le terme russländisch (dérivant du nom de la Russie — Russland) fait référence auxdits citoyens russes; alors que pour un Russe de nationalité ou русский (Rossiyane), l'on utilise russisch.
Patrick Sériot propose "Russien" pour désigner les citoyens russes (habitants) indépendamment de leur nationalité.
D'après Aleksandr Grichtchenko, à l'origine le mot "Rossiyane" était un synonyme stylistique de "Russes", et le sens moderne apparaît dans l'émigration et commence à prévaloir depuis les années 1990.